# Deuteropentecostalismo
Deuteropentecostalismo ou segunda onda do pentecostalismo são os termos que designam a segunda onda do movimento pentecostal que surgiu na década de 1950 no Brasil, quando chegaram a São Paulo dois missionários o estadunidense Harold Williams, da International Church of The Foursquare Gospel (grupo que nos Estados Unidos é considerado como pentecostal de primeira onda), e o pastor peruano Jesús Hermirio Vásquez Ramos, sendo alguns anos depois auxiliados em grandes cruzadas evangelísticas pelo pastor estadunidense Raymond Boatright.
Na capital paulista eles criaram a Cruzada Nacional de Evangelização e, centrados na cura divina, iniciaram a evangelização das massas, principalmente pelo rádio, contribuindo bastante para a expansão do pentecostalismo no Brasil. Fundaram depois a Igreja do Evangelho Quadrangular.
No seguimento, surgem grupos semelhantes, tais como O Brasil para Cristo, Igreja Pentecostal Deus é Amor, Igreja Unida, Casa da Bênção, entre outras.
O deuteropentecostalismo enfatiza a cura divina e as profecias. Embora valorize o falar em línguas, distingue-se do pentecostalismo clássico pelo seu menor foco nesse carisma. Quanto à ética e costumes, há uma polarização, e tornou-se mais rígido (caso da Igreja Pentecostal Deus é Amor) ou mais liberal (como na Igreja do Evangelho Quadrangular).